# Lille-Porsangen
Lille-Porsangen (nordsamisk: Skiessvuotna)
er den eneste fjordarm på vestsiden af Laksefjorden i Lebesby kommune i Troms og Finnmark fylke i Norge. Fjorden går tolv kilometer mod sydvest til Stormyra i enden af fjorden.
Fjorden har indløb mellem Veidgamneset i nord og Veidnesholmen i syd. Syd for Veidnesholmen ligger bygden Veidneset. Fjorden er 55 meter på det dybeste, helt yderst i fjorden. 
Fylkesvej 183 (Finnmark) går langs sydsiden af fjorden.